# Muscari macbeathianum
Muscari macbeathianum är en sparrisväxtart som beskrevs av Kit Tan. Muscari macbeathianum ingår i släktet pärlhyacinter, och familjen sparrisväxter. Inga underarter finns listade i Catalogue of Life.